# كاليبوس في الصين (فلم)
كاليبوس في الصين (بالإنجليزية: Kalybose in China) هو فيلم كوميدي غاني.

## القصّة
يقعُ بطل الفيلم كاليبوس في حبّ بارتري التي يفعلُ أيّ شيءٍ من أجلها، حتى إنّ كاليبوس يسُافر إلى الصين لكسبِ المزيد من المال، ويساعده رجلٌ في الحصول على التفاصيل اللازمة للسفر إلى هناك.

## طاقم التمثيل
هذه قائمةٌ بأبرز للممثلين والممثلات الذين شاركوا في تصوير الفيلم:
- ريتشارد أسانتي
- بريسيَّا أغيمانغ
- كريستبل إيكيه
- دافيد دونتوه
- ميكي أوسي بيركو
- نيكي ساموناس
- جون ديميلو